# Полуян Михайло Михайлович
Полуян Михайло Михайлович (нар. 6 серпня 1937, м. Ромни, Сумська область) — український поет-філософ, прозаїк, драматург.

## Біографія
Михайло Михайлович Полуян народився 6 серпня 1937 року у м. Ромни на Сумщині. Свою трудову діяльність розпочав у шістнадцятилітньому віці у місті Ірміно на Луганщині, де в 1955—1956 роках закінчив гірничо-промислову школу і працював шахтарем. За станом здоров'я звільнився, повернувся на батьківщину і працював копачем глини на Роменському цегельному заводі «Будівельник». У 1957—1960 роках служив в армії. В 1964 році — вихователь в Роменському сільському професійно-технічному училищі. В 1965—1970 роках навчався у Київському державному педагогічному інституті іноземних мов. Упродовж 1970—1972 років, працював вчителем в Роменській школі робітничої молоді № 1, згодом заступником директора Роменського професійно-технічного училища № 2. В 1975—1990 роках завідувач Роменським районним відділом культури. З 1990 по 2000 рік працював завідувачем відділом образотворчого і декоративно-ужиткового мистецтва Роменського краєзнавчого музею.

## Творчість
У творчому доробку Михайла Михайловича Полуяна — збірки поезій, популярні музичні твори. Вірші Михайло Полуян почав писати з 1997 року. Видав дві збірки своїх поезій «Апокаліпсис-одкровення» (1999 р.) і «Армагеддон-очищення» (2007 р.). Займався перекладами на українську з мадярської, корейської і китайської мов. Періодично друкується у столичних і місцевих часописах. Підготував нову збірку поезій «Нові часи».